# Душний Олег Ярославович
Олег Ярославович Душний (1995—2025) — молодший сержант Збройних сил України, учасник російсько-української війни. Повний кавалер ордена «За мужність».

## Життєпис
Народився 1995 року, проживав у місті Белз. Був учасником російсько-української війни з 2014 року, учасник боїв за Слов'янськ і Дебальцеве. З початком повномасштабного російського вторгнення повторно доєднався до лав Збройних сил України. Загинув 11 квітня 2025 року в районі села Олешня Суджанського району на Курщині.

## Нагороди
- Орден «За мужність» I ступеня (9 червня 2025, посмертно) — за особисту мужність, самовіддані дії, виявлені у захисті державного суверенітету та територіальної цілісності України, зразкове виконання військового обов'язку[3].
- Орден «За мужність» II ступеня (16 вересня 2024) — за особисту мужність, виявлену у захисті державного суверенітету та територіальної цілісності України, самовіддане виконання військового обов'язку[4].
- Орден «За мужність» III ступеня (17 червня 2022) — за особисту мужність і самовіддані дії, виявлені у захисті державного суверенітету та територіальної цілісності України, вірність військовій присязі[5].